# Auletobius irkutensis
Auletobius (Auletobius) irkutensis – gatunek chrząszcza z rodziny tutkarzowatych i podrodziny Rhynchitinae.
Gatunek ten został opisany w 1893 roku przez Johannesa Fausta. A. A. Legalov w 2001 roku zsynonimizował go z A. calvus, z czego potem się wycofał. Obecnie wraz z A. calvus, A. fumigatus i A. egorovi zaliczany jest do grupy gatunków A. calvus.
Chrząszcz ten ma głowę o szerszym przodzie i słabiej wypukłych oczach, a przedplecze bardziej poprzeczne niż A. fumigatus i A. egorovi. Ryjek ma grubszy i dłuższy, a przedplecze mniej poprzeczne i o słabiej wypukłych bokach niż A. calvus. Od tego ostatniego odróżniają go również bardziej zaokrąglone boki pokryw, dłuższy i cieńszy biczyk czułka oraz uzbrojenie endophallusa.
Owad znany wyłącznie z rosyjskiego Dalekiego Wschodu, Syberii, Mongolii, Korei i Chin.